# TIM San Marino
TIM San Marino S.p.A. (ursprungligen Intelcom S.p.A. och senare Telecom Italia San Marino S.p.A.) är en sanmarinsk telekommunikationsoperatör, dotterbolag till TIM S.p.A., huvudsakligen inriktat på VoIP-tjänster och andra telefonitjänster främst riktade till etniska och invandrade befolkningar.
Det erbjuder även fasta och mobila telefonitjänster, Internetåtkomst och är också det officiella domännamnsregistret för .sm, toppdomänen i San Marino.
Grundades 1992 och erbjuder sina kunder en kontinuerlig service utan extra kostnader även i Italien. Faktum är att operatören använder den italienska numreringen för att erbjuda ett erbjudande speciellt utformat för den samarinesiska marknaden, men baserat på det internationella prefixet +39 för Italien.